# (8749) Beatles
(8749) Beatles es un asteroide que forma parte del cinturón de asteroides y fue descubierto por John Broughton el 3 de abril de 1998 desde el Observatorio de Reedy Creek, Australia.

## Designación y nombre
Beatles se designó inicialmente como 1998 GJ10.
Más tarde, en 2001, fue nombrado por el grupo de música británico The Beatles.

## Características orbitales
Beatles orbita a una distancia media de 2,254 ua del Sol, pudiendo alejarse hasta 2,678 ua y acercarse hasta 1,831 ua. Tiene una excentricidad de 0,1878 y una inclinación orbital de 3,365 grados. Emplea en completar una órbita alrededor del Sol 1236 días. El movimiento de Beatles sobre el fondo estelar es de 0,2912 grados por día.

## Características físicas
La magnitud absoluta de Beatles es 14,2.